# Чимботе
Чимбо̀те (на испански: Chimbote) е най-големият град в регион Анкаш, Перу. Населениета на градската агломерация е 354 273 жители (по данни от преброяването от 2017 г.). Разположен е 420 km северно от столицата Лима на Тихия океан на 4 м. н.в. Развит е риболовът. Разполага с жп гара и летище.